# Tambo (medicina tradicional)

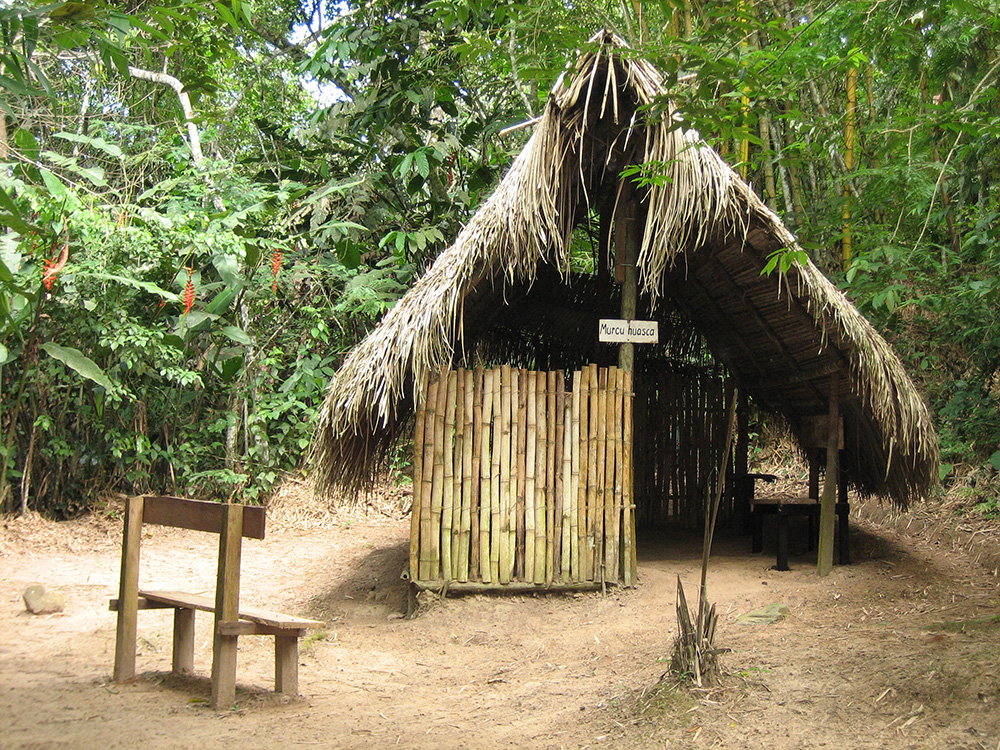
Tambo en el Centro Takiwasi en Tarapoto, Perú

El tambo es una estructura tradicional simple utilizada en la medicina tradicional amazónica en Perú para alojar temporalmente a personas que participan en retiros o dietas amazónicas con plantas maestras. En cada tambo se aloja una persona. El periodo de estancia en el tambo varía en función del diseño de la dieta o retiro. El objetivo de la estancia en el tambo es el aislamiento en la naturaleza de la persona mientras participa en un proceso terapéutico o de aprendizaje.

## Descripción
Las características de un tambo de dieta varían en función a la duración de la estancia, el tipo de retiro y el diseño propuesto por los organizadores. En un retiro en donde participan varias personas los tambos están distanciados uno del otro la suficiente distancia para permitir un espacio individual privado y la oportunidad de relajarse para poder meditar sobre uno mismo e integrar enseñanzas que provienen de las plantas de dieta. Algunos tambos tienen un baño individual y una hamaca.